# Sebestyén Júlia (műkorcsolyázó)
Sebestyén Júlia (Miskolc, 1981. május 14. –) magyar műkorcsolyázó, 2004 Európa-bajnoka. Ő az első magyar nő, aki megnyerte ezt a címet. Kilencszeres felnőtt magyar bajnok.

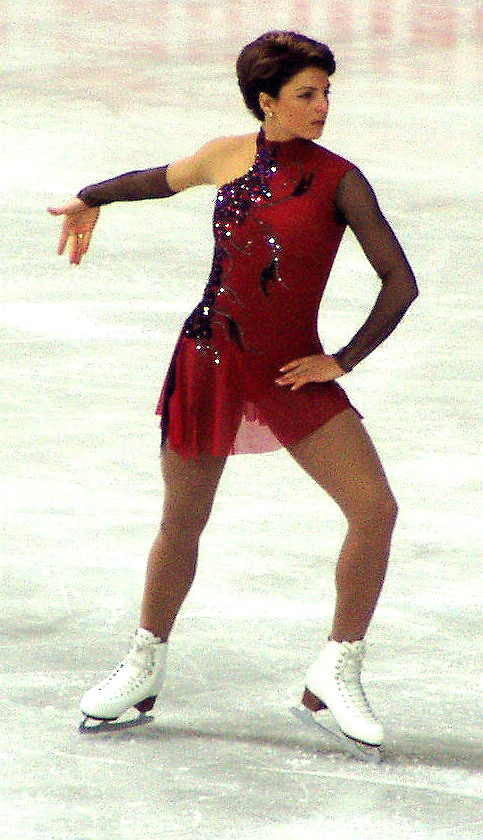
A 2004-es dortmundi világbajnokságon

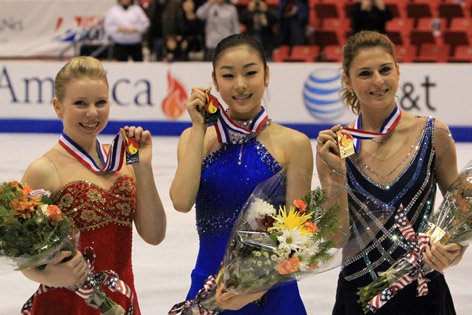
Skate America eredményhirdetés. Balról: Rachael Flatt (ezüst), Kim Jona (arany), Sebestyén Júlia (bronz) 2009-ben

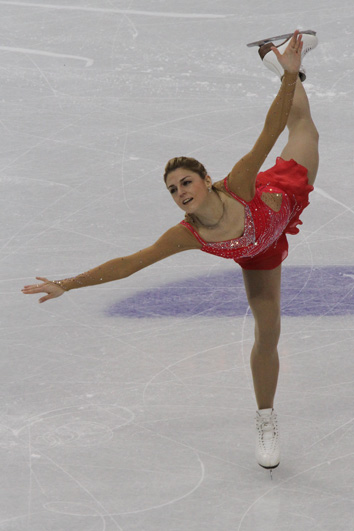
A 2010-es téli olimpián

## Olimpiái
Sebestyén Júlia első olimpiája az 1998-as naganói volt, amelyen 16 évesen a 15. helyet érte el. 2002-ben Salt Lake City-ben 8. lett, ekkor szerepelt legjobban az olimpián. A torinói játékokon 18. helyezett lett, 2010-ben Vancouverben pedig a 17. helyet érte el. Ez volt az utolsó olimpiája.

## Programjai
| Szezon    | Kűr                                                                                      | Szabadprogram                       |
| --------- | ---------------------------------------------------------------------------------------- | ----------------------------------- |
| 2003-2004 | Waltz (Dmitrij Sosztakovics)                                                             | Tango                               |
| 2004-2005 | Fire on Ice (Bizan Mortazavi)                                                            | Carmen (Georges Bizet)              |
| 2005-2006 | Esperanza (Maxim Rodrigez)                                                               | Hungarian Dances (Johannes Brahms)  |
| 2006-2007 | Franz Schubert: Serenade (Szentpéteri Csilla)                                            | Otonal (Raul di Blasio)             |
| 2007-2008 | Franz Schubert: Serenade (Szentpéteri Csilla)                                            | Selection of Music (Edvin Marton)   |
| 2008-2009 | Song from a Secret Garden (Secret Garden) Libertango (Astor Piazzolla) performed by Bond | Selection of Music (Edvin Marton)   |
| 2009-2010 | Song from a Secret Garden (Secret Garden) Libertango (Astor Piazzolla) performed by Bond | Selection of Music (Raul di Blasio) |

## Eredményei

### 2004 óta
| Esemény                | 2004-2005 | 2005-2006 | 2006-2007 | 2007-2008 | 2008-2009 | 2009-2010 |
| ---------------------- | --------- | --------- | --------- | --------- | --------- | --------- |
| Téli olimpiai játékok  |           | 18        |           |           |           | 17        |
| Világbajnokság         | 12        | 22        | 12        | 11        |           | 15        |
| Európa-bajnokság       | 4         | 14        | 9         | 4         | 8         | 6         |
| Magyar bajnokság       | 1         | 1         | 1         | 1         | 1         | 1         |
| Grand Prix-döntő       |           |           | 6         |           |           |           |
| Cup of Russia          | 3         | 6         | 2         | 7         | 7         | 6         |
| Cup of China           |           |           | 1         | 5         |           |           |
| Skate America          |           | 8         |           |           |           | 3         |
| Skate Canada           | 6         |           |           |           |           |           |
| Trophée Lalique        | 3         |           |           |           |           |           |
| Golden Spin of Zagreb  |           |           |           |           | 1         |           |
| Ondrej Nepela Memorial |           | 1         | 2         | 1         |           |           |
| Finlandia Trophy       |           |           | 3         |           |           |           |
| Nebelhorn Trophy       |           |           |           |           |           | 4         |
| Crystal Skate, Galati  |           |           |           |           |           | 1         |

### 1999–2004 között
| Esemény                | 1999-2000 | 2000-2001 | 2001-2002 | 2002-2003 | 2003-2004 |
| ---------------------- | --------- | --------- | --------- | --------- | --------- |
| Téli olimpiai játékok  |           |           | 8         |           |           |
| Világbajnokság         | 7         | 18        | 8         | 14        | 6         |
| Európa-bajnokság       | 6         | 6         | 10        | 3         | 1         |
| Magyar bajnokság       | 2         | 2         | 1         | 1         | 1         |
| Grand Prix-döntő       |           |           |           |           | 6         |
| Cup of Russia          |           |           | 8         |           |           |
| Skate America          | 5         |           | 6         | 8         |           |
| Skate Canada           | 6         |           |           |           | 3         |
| Trophee Lalique        |           |           |           |           | 3         |
| NHK Trophy             |           | 7         | 5         |           |           |
| Ondrej Nepela Memorial |           |           | 1         | 3         |           |
| Finlandia Trophy       |           | 6         |           |           |           |
| Karl Schäfer Memorial  | 3         |           |           | 2         |           |
| Skate Israel           | 2         |           |           |           |           |
| Golden Spin of Zagreb  |           |           |           | 3         |           |

### 1994–1999 között
| Esemény                         | 1994-1995 | 1995-1996 | 1996-1997 | 1997-1998 | 1998-1999 |
| ------------------------------- | --------- | --------- | --------- | --------- | --------- |
| Téli olimpiai játékok           |           |           |           | 15        |           |
| Világbajnokság                  |           |           |           | 19        | 19        |
| Európa-bajnokság                | 15        |           |           | 17        | 6t        |
| Junior világbajnokság           | 21        |           |           | 14        | 9         |
| Magyar bajnokság                | 2         |           | 3         |           | 2         |
| Nebelhorn Trophy                |           |           |           | 4.        |           |
| Junior Grand Prix, Magyarország |           |           |           | 2         | 1         |
| Junior Grand Prix, Mexikó       |           |           |           |           | 6         |
| Junior Grand Prix, Németország  |           |           |           | 13        |           |

## Kitüntetése
- A Magyar Köztársasági Érdemrend lovagkeresztje (2004)